# Turistická značená trasa 4444
 Turistická značená trasa 4444 je 7,5 km dlouhá zeleně značená trasa Klubu českých turistů v okrese Ústí nad Orlicí spojující Brandýs nad Orlicí a Choceň. Její převažující směr je západní. Trasa střídavě prochází územím přírodního parku Orlice.
Počátek turistické trasy 4444 se nachází na náměstí v Brandýse nad Orlicí a plynule navazuje na rovněž zeleně značenou turistickou trasu 4238 z Potštejna. Zároveň sem přichází modře značená trasa 1910 z Ústí nad Orlicí přes Pernou a prochází tudy i červeně značená trasa 0455 z Ústí nad Orlicí do Borohrádku. Další trasou procházející přes náměstí v Brandýse nad Orlicí je okružní žlutě značená trasa 7372 tvořící lázeňský okruh bezprostředním okolím města. Poslední značenou trasou zde je výchozí Naučná stezka Oucmanice, která vede v souběhu s trasou 4444 do stejnojmenné obce.
Trasa 4444 podchází železniční trať Kolín - Česká Třebová a přechází Tichou Orlici. U pomníku Jana Amose Komenského dochází k rozchodu značených tras přicházejících z náměstí a zároveň tu má počátek modře značená trasa 1911 vedoucí do Ústí nad Orlicí přes Sudislav nad Orlicí. Trasa 4444 prudce stoupá z údolí Tiché Orlice jižním směrem Čertovou roklí, kterou pod zříceninou hradu Orlíka překonává pomocí Čertovy lávky. Na hraně svahu vychází z lesa a přes pole míří k Oucmanicím. Z nich pokračuje západním směrem po polní a posléze lesní cestě zpět do údolí do osady Hrádníky. Zde u mostu přes Ostrovecký potok přichází do souběhu s již výše zmíněnou červeně značenou trasou 0455, která sem přichází údolím. Společně vedou podél Tiché Orlice a železniční trati na okraj choceňské čtvrti Peliny. Zatímco trasa 0455 přechází řeku, trasa 4444 vystoupá opět na jižní svah údolí a po jeho hraně vstupuje do Chocně. Po hraně zářezu vzniklém zrušením železničního tunelu sestoupí k místnímu nádraží na rozcestí se žlutě značenou trasou 7330 od Vysokého Mýta. Společně procházejí podchodem a přes městský park k Masarykovu mostu, kde trasa 4444 končí. Plynule zde na ní navazuje trasa 4241 do Holic, žlutě značená trasa 7330 pokračuje přes most do centra města a prochází tudy opět červeně značená trasa 0455.

## Turistické zajímavosti na trase
- Pamětní síň Jana Amose Komenského v budově radnice v Brandýse nad Orlicí
- Pomník Jana Amose Komenského v Brandýse nad Orlicí
- Přírodní bludiště v Brandýse nad Orlicí
- Čertova rokle
- Čertova lávka nad Četrovou roklí
- Kostel Nejsvětější Trojice v Oucmanicích
- Voženílkova lávka v Hrádníkách
- Most Bailey’s Bridge v Pelinách
- Zářez po sneseném železničním tunelu v Chocni
- Lipová alej v Chocni od zámku na Chlum